# X (album van Kylie Minogue)
X is een album van de Australische zangeres Kylie Minogue, uitgegeven in 2007. Het is Minogues eerste studioalbum in vier jaar en in totaal haar tiende studioalbum. Dit vormt ook de basis voor de naam van het album, X is het Romeinse cijfer voor 10. Het album ontving een nominatie voor zowel een Brit Award als een Grammy Award.
Bij het schrijven van de nummers werd Minogue bijgestaan door haar vaste medewerkers Richard Stannard, Julian Peake, Paul Harris en Karen Poole. Daarnaast is bij enkele nummers bijgedragen door Jake Shears en Babydaddy van de Scissor Sisters en door Calvin Harris.

## Tracks
| #  | Titel             | Schrijver(s)                                                                                   | Producent(en)             | Duur |
| -- | ----------------- | ---------------------------------------------------------------------------------------------- | ------------------------- | ---- |
| 1  | "2 Hearts"        | Kish Mauve                                                                                     | Kish Mauve                | 2:54 |
| 2  | "Like a Drug"     | Mich Hedin Hansen, Anthony Asher, Engelina Andrina Larsen, Adam Powers                         | Cutfather & Jonas Jeberg  | 3:17 |
| 3  | "In My Arms"      | Kylie Minogue, Paul Harris, Julian Peake, Richard Stannard, Adam Wiles                         | Stannard, Calvin Harris   | 3:32 |
| 4  | "Speakerphone"    | Klas Åhlund, Christian Karlsson, Pontus Winnberg, Henrik Jonback                               | Bloodshy & Avant          | 3:54 |
| 5  | "Sensitized"      | Guy Chambers, Roselyn Della Sabina, Cathy Dennis, Serge Gainsbourg                             | Chambers, Dennis          | 3:56 |
| 6  | "Heart Beat Rock" | Minogue, Karen Poole, Wiles                                                                    | C. Harris                 | 3:24 |
| 7  | "The One"         | Minogue, John Andersson, Johan Emmoth, Emma Holmgren, Russell Small, Stannard, James Wiltshire | Freemasons, Stannard      | 4:04 |
| 8  | "No More Rain"    | Minogue, Karlsson, Poole, Jonas Quant, Winnberg                                                | Greg Kurstin              | 4:02 |
| 9  | "All I See"       | Edwin "Lil' Eddie" Serrano                                                                     | Jonas Jeberg & Cutfather  | 3:04 |
| 10 | "Stars"           | Minogue, P. Harris, Peake, Stannard                                                            | P.Harris, Peake, Stannard | 3:42 |
| 11 | Wow"              | Minogue, Kurstin, Poole                                                                        | Kurstin                   | 3:13 |
| 12 | "Nu-di-ty"        | Karlsson, Poole, Winnberg                                                                      | Bloodshy & Avant          | 3:03 |
| 13 | "Cosmic"          | Minogue, Eg White                                                                              | White                     | 3:08 |